# 満福寺 (神戸市兵庫区)
満福寺（まんぷくじ）は兵庫県神戸市兵庫区東柳原町にある時宗の仏教寺院。

## 歴史
延慶元年（1308年））時宗第2祖他阿真教上人の開基。他阿真教上人は一遍上人（証誠大師）に指尊を仰ぎ、学を究め諸国を遊行して念仏行化につとめ、遊行上人と称される。当寺は真光寺の隠居寺とも呼ばれる。
寺記によれは一遍上人入寂の後、他阿真教上人が法灯を継ぎ、宗祖入寂の地に寺塔を建立しようと、伏見天皇に奉上して勅許により真光寺道場が建立さる。別名満福寺、長楽寺てある。
当時の本尊は、菅原道真公自作の十一面観世音菩薩像で、戦前まて広く信仰されていた。
また阿弥陀如来、聖観音、勢至菩薩の3像も、鎌倉前期の仏師運慶作と伝えられ、境内一町四方にわたり片桐市正によって黒印を下附されていた。
- 元禄年間（1688年～1704年）、中興・蓮阿上人が再興し、その後のある時期には時宗兵庫道場の一翼を担い、大いに繁栄した。
- 明治初年（1868年）、神仏判然令により柳原天神社が分離独立。
- 昭和20年（1945年）3月、神戸大空襲で惜しくも全伽藍を焼失した。
- 昭和41年（1966年）12月、本堂再建。新刻された観音像は本尊阿弥陀如来像の胎内仏として祀られている[1]。

## 交通アクセス
- JR神戸線兵庫駅より、東に徒歩8分。

## 関連
- 真光寺
- 柳原天神社